# 地質年代学

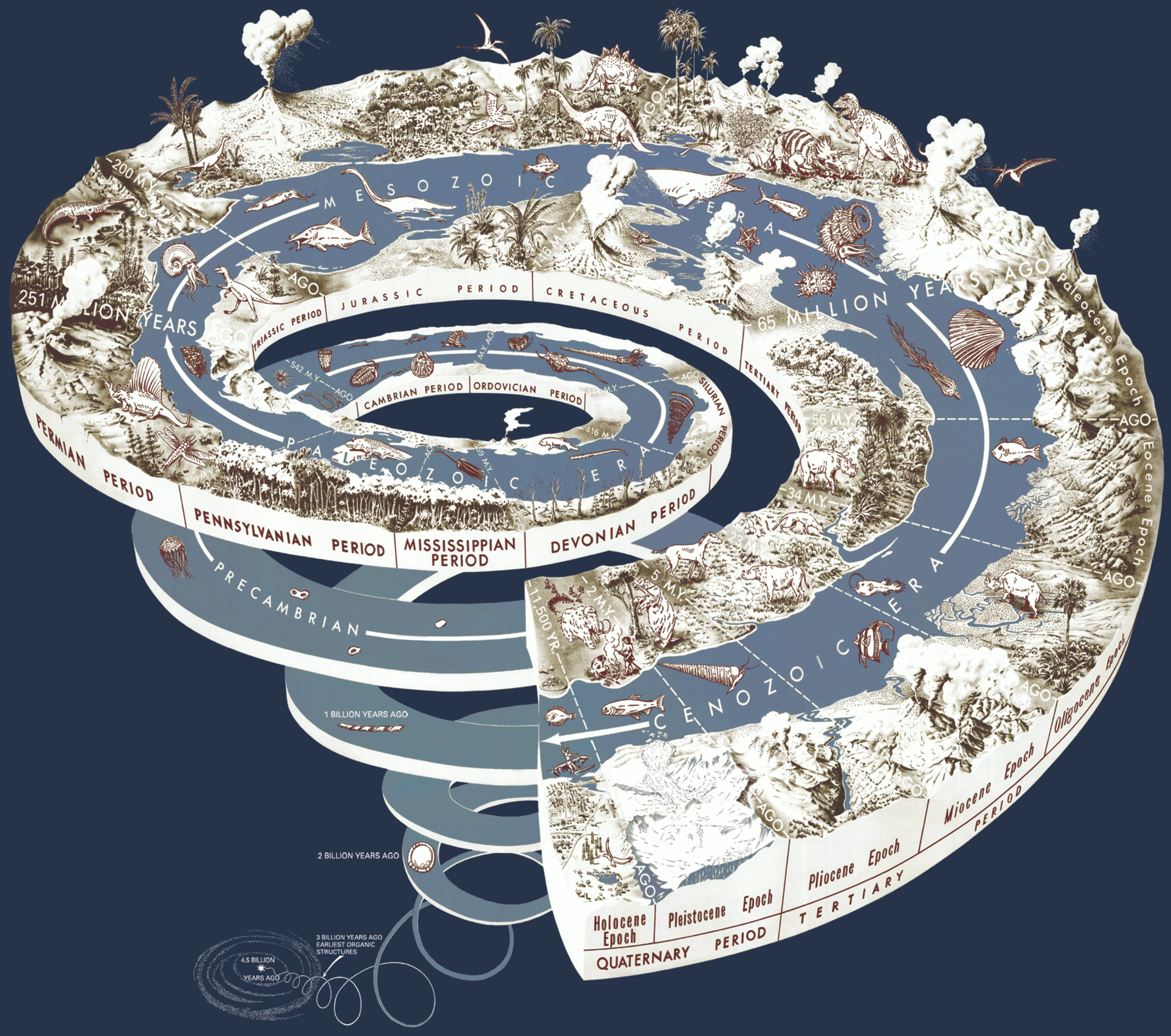
地球史の主要イベントの絵画化

地質年代学（ちしつねんだいがく、英: Geochronology）は、鉱物固有の特徴を調べることで、岩石や化石や堆積物の年代測定を行う科学分野。絶対地質年代は放射性同位元素の測定で行えるが、相対地質年代は古地磁気や安定同位体比などのツールによって提供される。複数の地質年代（および生層序学）的な指標を組み合わせることにより、年代測定の精度を向上させることができる。
地質年代学は、生層序学とは用途が異なる。生層序学とは、動植物の化石群を特定し、カタログ化し、比較することにより、その化石を含む堆積岩を既知の地質年代に当てはめる。つまり生層序学は、岩石の絶対的な年代決定を直接提供するのではなく、その化石群が共存したことが知られている年代範囲内にそれを配置するだけである。ただし、両方の分野は連携して機能する。地層のそれぞれの層の年代区分と呼称は同じ物が使われる。
地質年代学は、年代層序学で使用される主要なツールであり、すべての化石群の絶対年代を導き出して地球史と地球外史で年代を特定しようとする。

## 年代測定の方法

### 放射年代測定
既知の半減期を持つ放射性同位元素の放射性崩壊の量を測定することにより、親物質の絶対年齢を確定できる。この目的のために多くの放射性同位元素が使用されており、崩壊速度に応じて、さまざまな地質年代の年代測定に使用されている。よりゆっくりと崩壊する同位体は、より長い期間では有用だが、引き替えに絶対年の特定精度は低下する。放射性炭素年代測定を除いて、これらの手法のほとんどは、実際には、放射性親同位体の崩壊生成物である放射性核種の存在量の増加を測定することに基づいている  。2つ以上の放射測定法を組み合わせて使用すると、より確実な結果を得ることができる。ほとんどの放射測定法は地質学的年代にのみ適しているが、放射性炭素法やアルゴン-アルゴン法などのいくつかの方法は、人類史の初期の年代や有史期間にも拡張できる。
一般的に使用される代表的な手法は次のとおり。
- 放射性炭素年代測定。この手法は、有機材料中の炭素14の減衰を測定し、約60,000年未満のサンプルによく適用できる[7]
- ウラン・鉛年代測定法。この手法は、鉱物または岩石中のウランの量に対する2つの鉛同位体（鉛206および鉛207）の比率を測定する。火成岩の微量鉱物ジルコンによく適用されるこの方法は、地質年代測定に（ アルゴン - アルゴン法とともに）最も一般的に使用される。モナザイト年代測定法（英語版）は、特に変成年代測定に使用されるウラン鉛年代測定の別の例である。ウラン鉛年代測定は、約100万年以上前のサンプルに適用される。
- ウラン-トリウム法。この手法は、洞窟生成物、サンゴ、炭酸塩、化石骨の年代測定に使用される。その範囲は数年から約70万年である。
- カリウム-アルゴン法およびアルゴン - アルゴン法。これらの技術は、変成岩、火成岩および火山岩の年代を特定する。それらはまた、古人類学的な遺跡内またはその上の火山灰層の年代測定にも使用される。アルゴン-アルゴン法は数千年より古い物に適用できる。
- 電子スピン共鳴法（ESR）。試料中の不対電子の量を測定することで年代を特定する。

### 宇宙線生成核種年代測定法
地形面が作成された年齢（露出年代測定）、または表層堆積物の埋没年代を決定するための技法。露出年代測定では、沖積扇状地などの地表が作成された年代の代用として、大地中の物質と相互作用する宇宙線によって生成されたエキゾチック核種（たとえば、10Be、26Al、36Cl）の濃度を使用する。埋設年代測定では、2つの宇宙線生成要素の異なる放射性崩壊を、堆積物がさらなる宇宙線被ばくによる埋設によって遮蔽された年代測定の代用として使用する。

### ルミネセンス測定
ルミネセンス年代測定法は、石英、ダイヤモンド、長石、方解石などの材料から放出される「光」を観察する。地質学では、光刺激ルミネセンス（OSL）、カソードルミネッセンス（CL）、熱ルミネセンス（TL）など、多くの種類のルミネセンス技法が利用されている。熱ルミネセンスと光刺激ルミネセンスは、陶器や調理石などの「焼かれた」遺物の考古学で使用されており、砂の移動を観察するために使用できる。

### 増分年代測定
増分年代測定法では、年ごとの年表を構築できる。これは、固定する（つまり現在の日付にリンクさせる）ことも、浮動（相対日付）にすることもある。
- 年輪年代学
- 氷床コア
- 地衣計測法（英語版）
- 年縞堆積物

### 古地磁気年代
一部の岩石は生成されるときに、地磁気の影響を受けて磁極の方向が分かるように磁化されている。そこで、記録されている古地磁気極（通常、仮想的地磁気極Virtual Geomagnetic Pole《VGP》と呼ばれる）を年代順に地図（地球儀）上に描くと、見かけの極移動曲線（APWP）ができる。このような曲線は、（大陸移動の影響を受けているため）大陸（陸塊）ごとに異なるものが描かれる。それぞれの大陸のAPWPは、年代が不明な岩石の古極の参照用に使用できる。古地磁気年代測定の場合、古極をAPWP上の最も近い点にリンクすることにより、岩石または年齢が不明な堆積物の年代を調べる。古地磁気年代測定の2つの方法が提案されている：（1）角度法と（2）回転法 。最初の方法は、同じ大陸ブロック内の岩石の古地磁気年代測定に使用される。2番目の方法は、地殻変動の影響が計算可能な領域に使用される。

### 磁気層序学
磁気層図は、磁気極性の時間スケールと比較することにより、層状堆積および/または火山岩のシリーズの磁気極性ゾーンのパターンから年代を決定する。極性のタイムスケールは、海底の磁気異常の年代測定、地磁気層序断面内の火山岩の放射年代測定、および天文学的層序断面の年代測定によって以前に決定されている。

### 化学法
同位体組成、特に炭素-13とストロンチウム同位体の世界的な傾向は、地層を相関させるために使用できる

### 示準層の比較

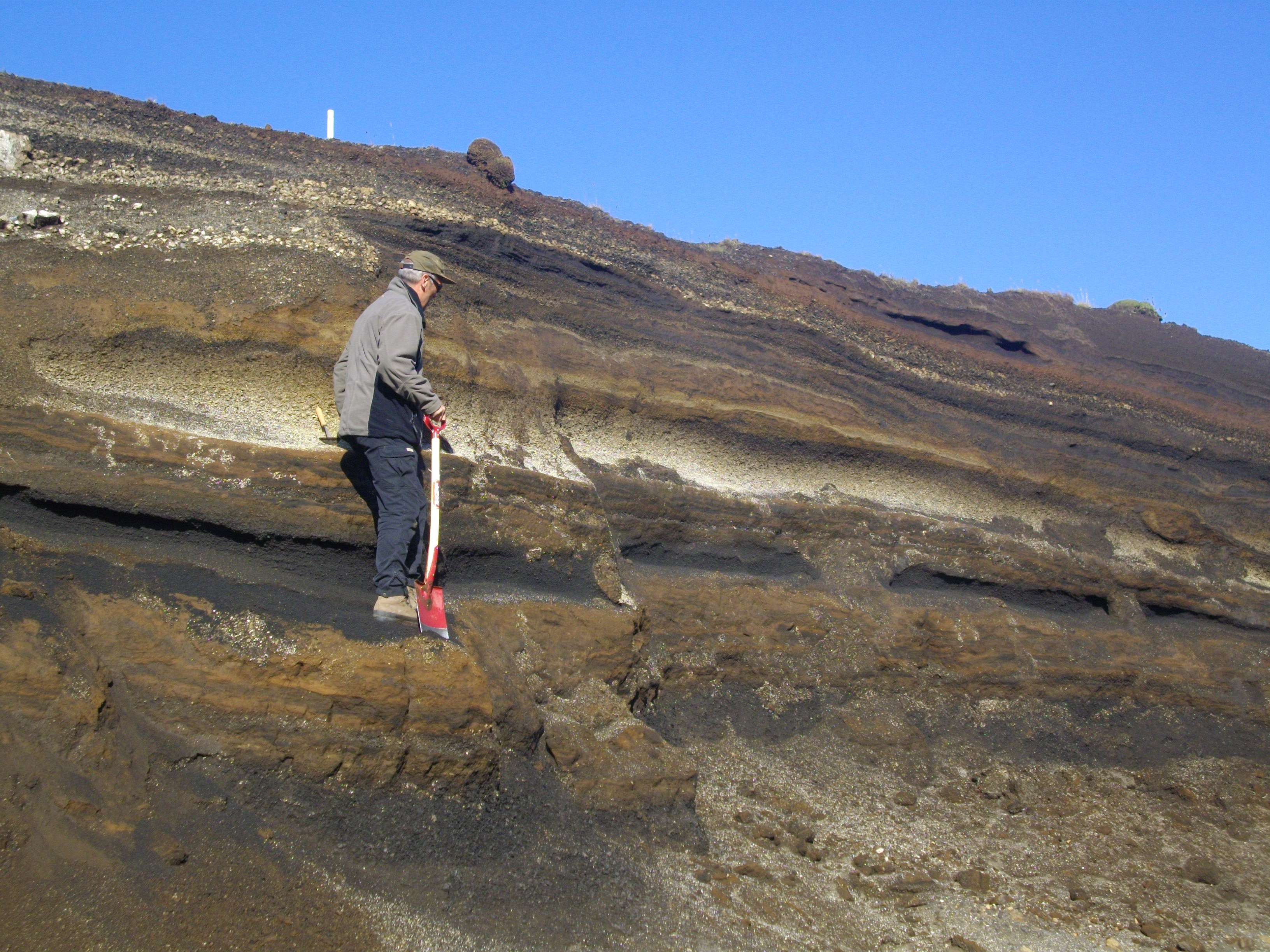
アイスランド中南部のテフラの層。火山学者の手の高さにある明色から暗色への層は、ヘクラ山からのテフラで 流紋岩から玄武岩の示準層となっている。

示準層は同じ年代の層序単位である。独特の構成と外観があり、異なる地域に存在しようとも、それらの年齢の同等性について確実性がある。化石の動植物は、海洋と陸上の両方で示準層となる。テフロクロノロジーは、未知の火山灰（tephra）と地球化学的に指紋が付けられた年代測定されたテフラとの相関関係を調べる手法である。いくつかの噴火の日付は確定されているため、テフラは考古学の年代測定ツールとしてもよく使用される。

## 年代順の地質階層
| 地質年代区分 | 地質年代区分 | 年代層序区分 | 年代層序区分 | 定義数および概年数   |
| ------------ | ------------ | ------------ | ------------ | -------------------- |
| 累代         | eon          | 累界         | eonothem     | 4累代、各5億年以上   |
| 代           | era          | 界           | erathem      | 10代、数億年程度     |
| 紀           | period       | 系           | system       | 22紀、数千万～数億年 |
| 世           | epoch        | 統           | series       | 34世、数千万年       |
| 期           | age          | 階           | stage        | 99期、数百万年       |

| 時代と層の対比 | 時代と層の対比 | 時代と層の対比 | 時代と層の対比 |
| -------------- | -------------- | -------------- | -------------- |
| 後期           | late           | 上部           | upper          |
| 中期           | middle         | 中部           | middle         |
| 前期           | early          | 下部           | lower          |

年代学：最大から最小まで：
1. Supereon[12]
2. 累代
3. 代
4. 紀
5. 世
6. 期
7. Chron[13]